# محلية الفاشر
محلية الفاشر (بالإنجليزية: Al Fasher District)‏ إحدى محليات ولاية شمال دارفور، السودان.